# Municipio de Garfield (condado de Roberts)
El municipio de Garfield (en inglés: Garfield Township) es un municipio ubicado en el condado de Roberts en el estado estadounidense de Dakota del Sur. En el año 2010 tenía una población de 146 habitantes y una densidad poblacional de 1,61 personas por km².

## Geografía
El municipio de Garfield se encuentra ubicado en las coordenadas 45°22′6″N 96°47′34″O / 45.36833, -96.79278. Según la Oficina del Censo de los Estados Unidos, el municipio tiene una superficie total de 90.95 km², de la cual 90,55 km² corresponden a tierra firme y (0,44 %) 0,4 km² es agua.

## Demografía
Según el censo de 2010, había 146 personas residiendo en el municipio de Garfield. La densidad de población era de 1,61 hab./km². De los 146 habitantes, el municipio de Garfield estaba compuesto por el 98,63 % blancos, el 0,68 % eran amerindios y el 0,68 % eran de una mezcla de razas. Del total de la población el 0,68 % eran hispanos o latinos de cualquier raza.